# Фрес (Дордоња)
Фрес (фр. Fraisse) насеље је и општина у југозападној Француској у региону Аквитанија, у департману Дордоња која припада префектури Бержерак.
По подацима из 2011. године у општини је живело 147 становника, а густина насељености је износила 6,84 становника/km². Општина се простире на површини од 21,5 km². Налази се на средњој надморској висини од 100 метара (максималној 135 m, а минималној 39 m).

## Демографија
| 1962. | 1968. | 1975. | 1982. | 1990. | 1999. | 2011. |
| ----- | ----- | ----- | ----- | ----- | ----- | ----- |
| 150   | 170   | 140   | 129   | 120   | 157   | 147   |

График промене броја становника у току последњих година